# Paul Poiret

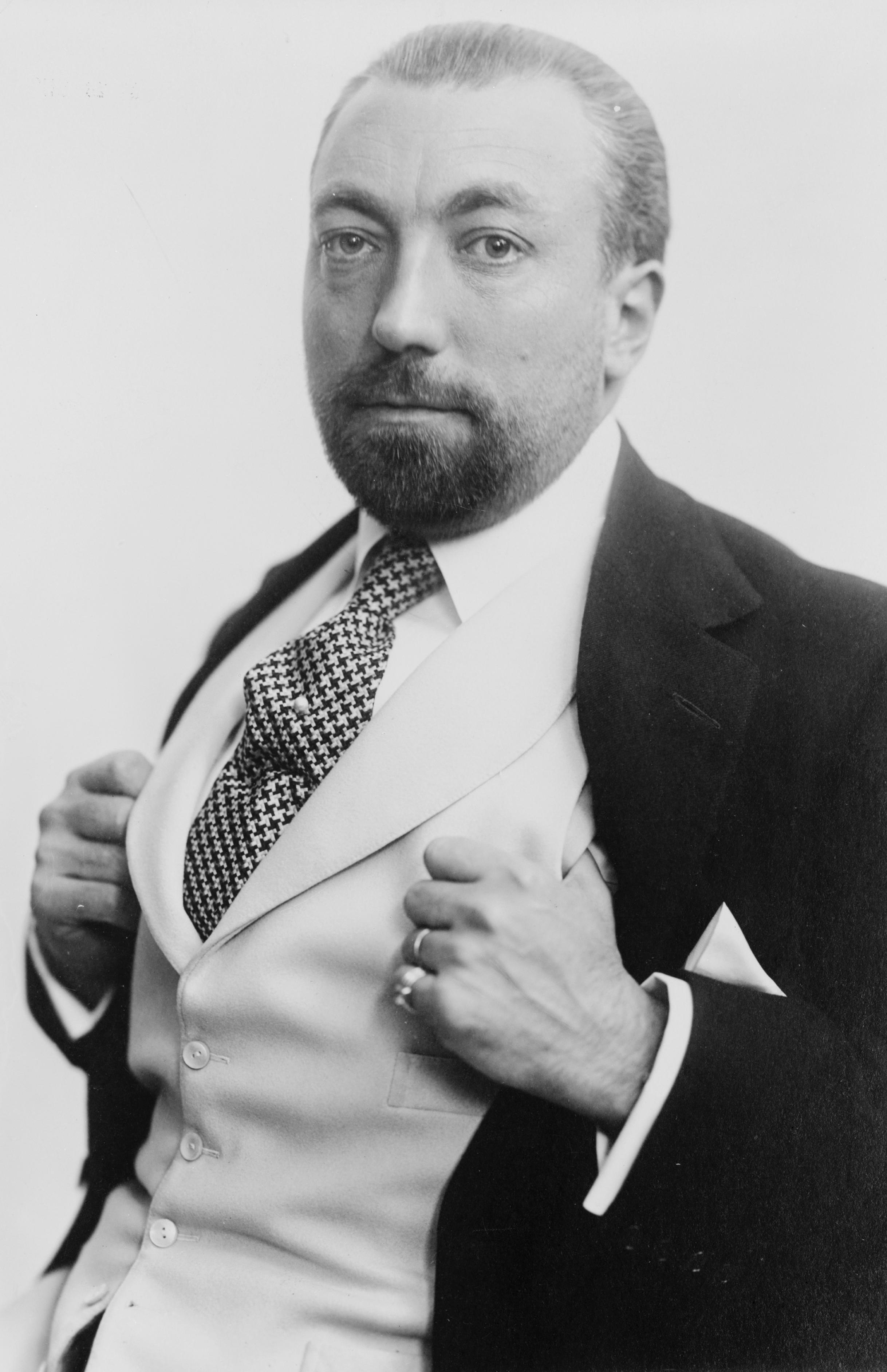
Paul Poiret, alrededor de 1913.

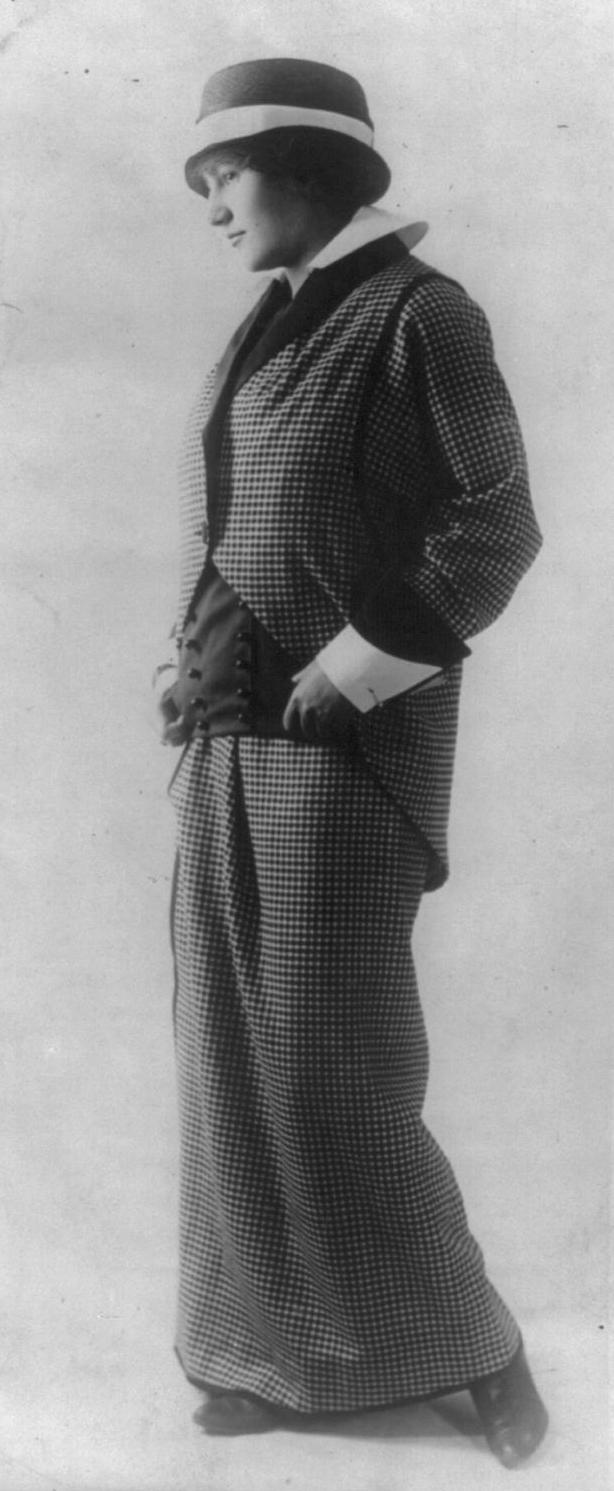
Traje de chaqueta diseñado por Poiret alrededor de 1914.

Paul Poiret (8 de abril de 1879, París, Francia - 30 de abril de 1944, París) fue un modisto francés, cuyas contribuciones a la moda del siglo XX han sido comparadas a las de Picasso en el arte. Se dice que Poiret liberó a la mujer del corsé y fue llamado "El rey de la moda".
Después de haber trabajado en la casa de modas parisina de Charles Frederick Worth, Poiret inauguró su propia firma en 1902. En el año 1908 reavivó el vestido estilo Imperio, que fue popular en Francia durante el régimen de Napoleón Bonaparte.
Al buscar restaurar la naturalidad de los atuendos femeninos, Poiret fue responsable en parte de la obsolescencia del corsé, pero es también recordado por diseñar la falda de medio paso o trabada, a la que posteriormente le añadió decoraciones ceñidas desde el muslo hasta la rodilla. Una vez se jactó: "Sí, liberé el busto, pero encadené las piernas". En sus creaciones solía adornar con borlas las capas o chales con plumas de colores y estolas de zorro que concedían un aire escénico a sus diseños.
En 1905 se casó con la provinciana Denise Boulet, que se convertiría en su musa inspiradora y con quien tuvo cinco hijos (Rosine, Martine, Colin, Perrine, y Gaspard). Años después se divorciaron en pésimos términos.
En 1924-25 se hizo construir por el arquitecto Robert Mallet-Stevens una villa llamada "El paquebote" - hoy conocida como Villa Paul Poiret en Mézy-sur-Seine- que nunca llegó a habitar debido a la quiebra de su taller de costura en 1926
Sus esbeltos atavíos de estética griega fueron extremadamente populares en la era de preguerra, pero su fama se difuminó en los años 1920 y murió en la pobreza y olvidado en el París bajo la ocupación alemana de Francia.
Publicó en 1930 En habillant l'époque (Bernard Grasset) y tres libros de memorias. Dos años antes publicó Pan. Annuaire du luxe à Paris ( Éditions Devambez) con la participación de celebridades como Jean Cocteau y Raoul Dufy. La casa Poiret cerró definitivamente en 1929.
Su amigo André Derain lo inmortalizó en un retrato y fue sucedido en el favor popular por Coco Chanel, su rival y enemiga en el gusto de la moda parisina Se cuenta que hacia el final de su carrera Poiret se encontró a Chanel vestida con una de sus innovadoras creaciones, el sencillo vestido negro, preguntándole "Perdón señorita, ¿por quien lleva ese luto?" a lo que ella respondió "Por usted señor".
El Metropolitan Museum of Art de Nueva York montó una exhibición de sus diseños: Poiret King of fashion

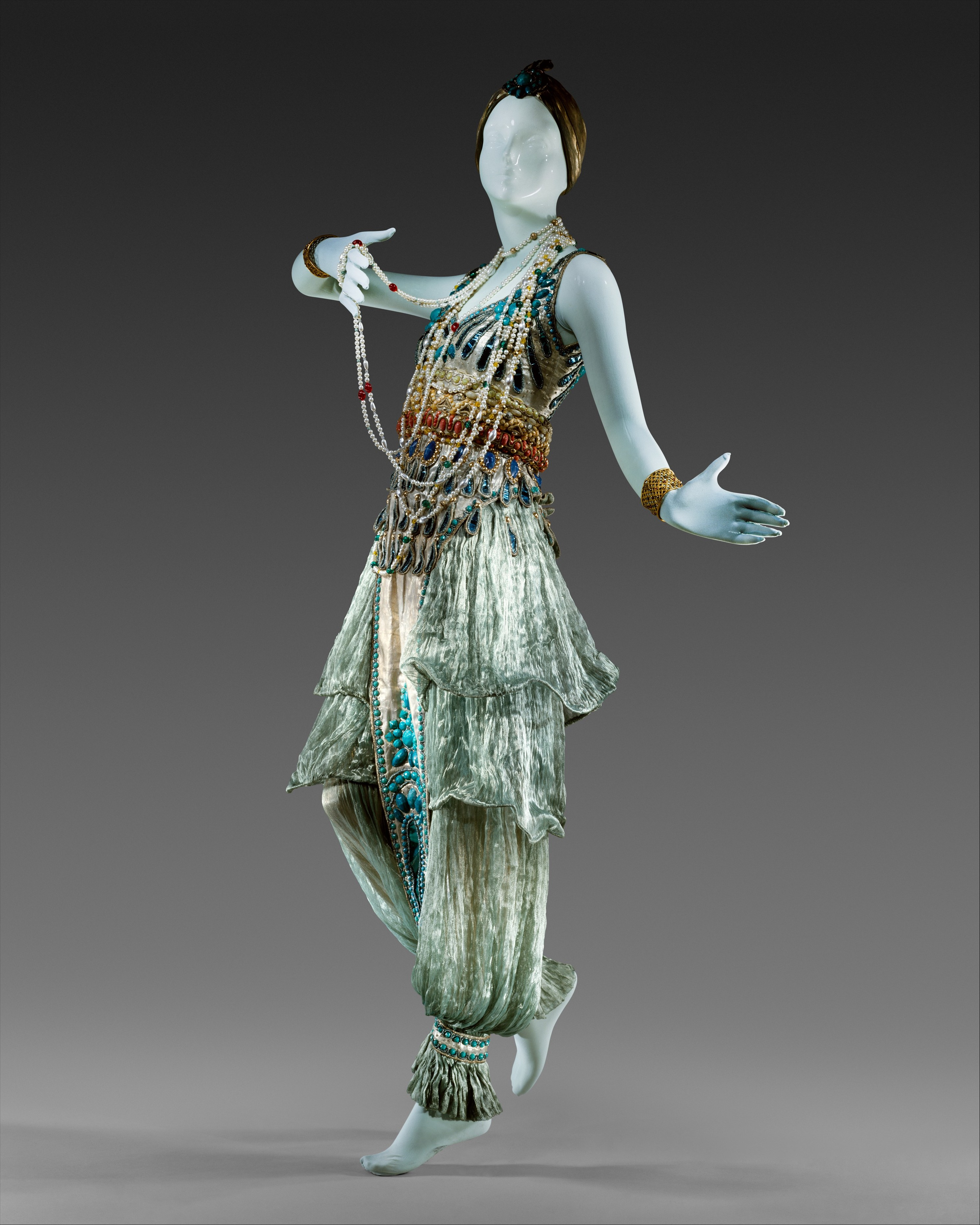
Disfraz "a la turca" de seda y algodón, con ornamentos metálicos(1911).
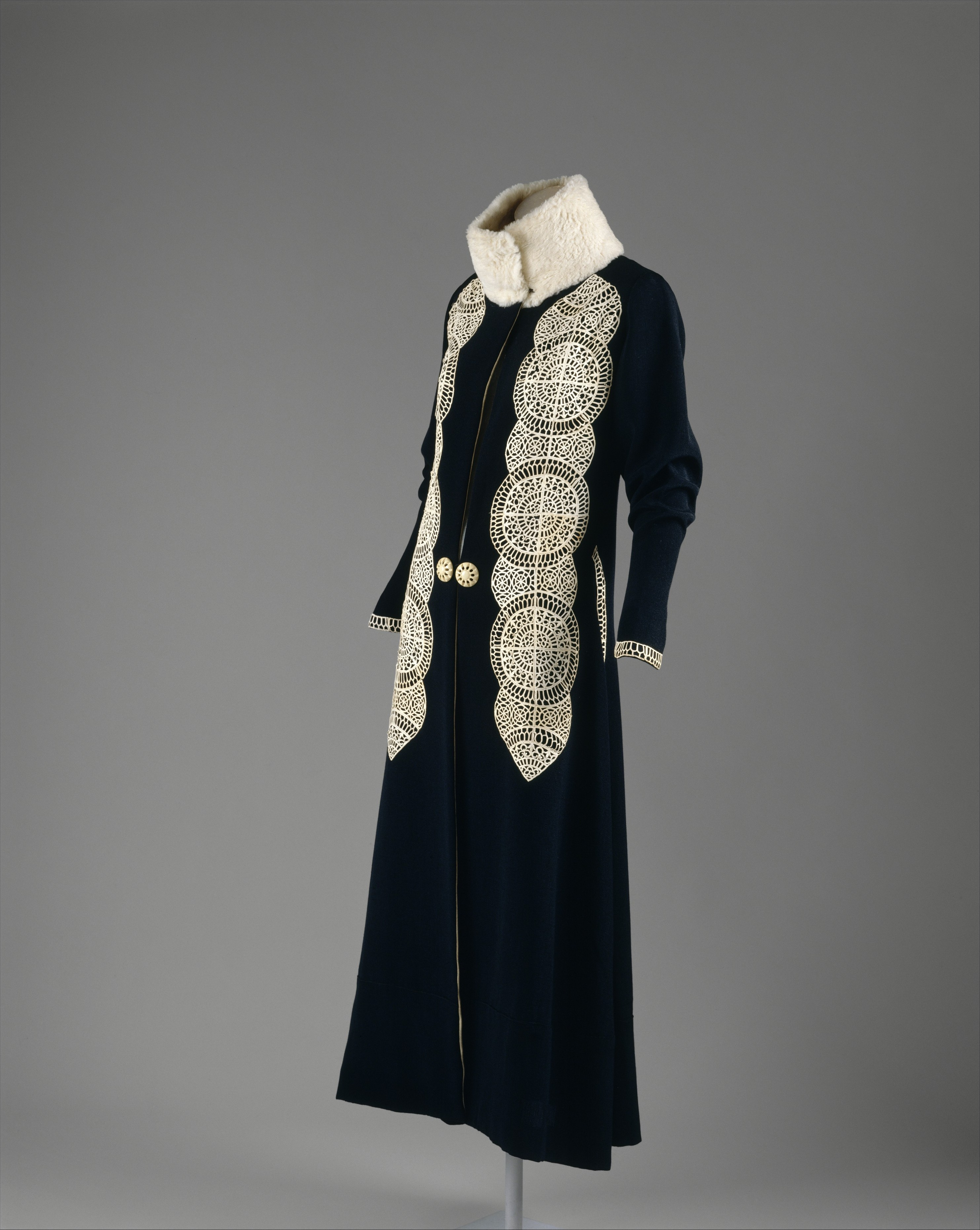
Abrigo en lana, seda, cuero y piel (1919).
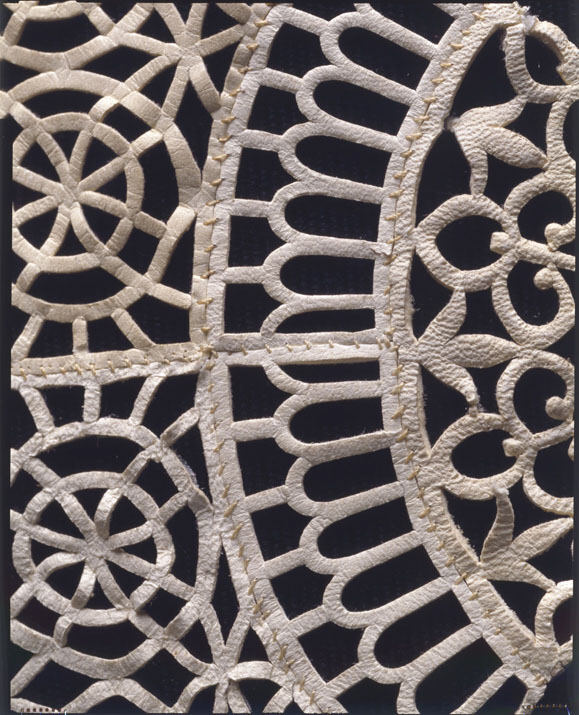
Detalle de las decoraciones de una capa.

## Publicaciones
- Poiret, The Metropolitan Museum of Art, Yale University Press.
- Paul Poiret , Yvonne Deslandres, Thames & Hudson Ltd (1987) ISBN 0500014140
- Paul Poiret le magnifique. Préface de Julien Cain, Picard, Paris, Musée Jacquemart-André, 1974.
- En habillant l'époque. Paul Poiret. Paris, Éditions Bernard Grasset, 1930.